# Aagenaes-Syndrom
Das Aagenaes-Syndrom oder Cholestase-Lymphödem-Syndrom (CHLS) ist durch eine angeborene Unterentwicklung der Lymphgefäße gekennzeichnet, die zu Lymphödemen in den Beinen und rezidivierender Cholestase in der Kindheit führt. Später entwickelt sich eine Leberzirrhose.
Das Aagenaes-Syndrom wird offensichtlich autosomal-rezessiv vererbt. Der genetische Fehler ist auf Chromosom 15q lokalisiert.
Die Prognose der sehr seltenen Krankheit ist relativ günstig. Etwa 50 Prozent der Patienten haben eine normale Lebenserwartung.